# Huracán Hernán (2002)
El huracán Hernán fue el segundo de tres huracanes de categoría 5 durante la temporada de huracanes del Pacífico de 2002. El duodécimo ciclón tropical, décimo tormenta nombrada y sexto huracán de la temporada, Hernán se originó a partir de una onda tropical que se formó en el Océano Atlántico y cruzó al Océano Pacífico. La ola generó un sistema de baja presión que se organizó en una depresión tropical el 30 de agosto de 2002, una tormenta tropical el 31 de agosto y un huracán más tarde ese día. Hernán se intensificó rápidamente y alcanzó la intensidad máxima como tormenta de categoría 5 en la escala de huracanes de Saffir-Simpson. Siguiendo hacia el noroeste, mantuvo esta fuerza durante ocho horas, pero el 2 de septiembre entró en aguas más frías y comenzó a debilitarse. El 6 de septiembre había degenerado en un área remanente de baja presión. 
Hernán fue el segundo huracán más intenso de la temporada y mantuvo el estatus de categoría 5 por segundo tiempo más largo de la temporada, detrás del huracán Kenna. Aunque Hernán permaneció lejos de la tierra, las marejadas de 15 a 20 pies (4 a 6 metros) causaron una erosión menor en las playas de la costa de México. Además, una columna de humedad remanente asociada generó una ligera actividad de lluvia en el sur de California mientras se rastreaba cerca de la costa.

## Historia meteorológica
El 16 de agosto de 2002, una onda tropical partió de la costa de África. Se desplazó hacia el oeste por el océano Atlántico, cruzó Centroamérica y emergió en el Pacífico oriental, donde se fusionó con una perturbación preexistente de la Zona de Convergencia Intertropical. El sistema desarrolló gradualmente una convección moderada, y el 30 de agosto había desarrollado suficiente convección para ser designada Depresión Tropical Diez-E. La depresión produjo fuertes tormentas eléctricas persistentes, principalmente en dos áreas de convección profunda ubicadas al noreste y al oeste del centro de circulación. Aunque el centro era alargado, la cizalladura del viento sobre el sistema se mantuvo ligera y el flujo de salida fue bueno, lo que llevó a los meteorólogos a predecir una intensificación modesta. En la tarde del 30 de agosto, las características de bandas se hicieron evidentes y la depresión se actualizó a tormenta tropical Hernán con vientos sostenidos de 45 mph (70 km/h). Se produjo una mayor organización y el centro de circulación quedó rodeado de tormentas eléctricas convectivas. El 31 de agosto, la tormenta se convirtió en un huracán de categoría 1 mientras avanzaba hacia el noroeste, a unas 400 millas (640 kilómetros) al suroeste de Acapulco.
Una ligera cizalladura del viento y temperaturas oceánicas favorables provocaron una intensificación constante de la tormenta, y las imágenes satelitales indicaron que se había formado un ojo a última hora del 31 de agosto. La tormenta alcanzó rápidamente la intensidad de un huracán de categoría 3 en la escala Saffir-Simpson. A medida que Hernan continuó fortaleciéndose, su ojo se volvió irregular, mientras que su movimiento lateral hacia el noroeste aumentó a 17 mph alrededor de la periferia sur de una fuerte cresta de capa profunda sobre los Estados Unidos. El 1 de septiembre, el huracán alcanzó su máxima intensidad como huracán de categoría 5, con vientos sostenidos de 1 minuto de 160 mph (255 km/h) y una presión mínima de 921 mb (hPa). En ese momento, se intensificó a una velocidad de 1,73 mbar (hPa) por hora, justo por debajo del umbral de "intensificación rápida". Sin embargo, durante un período de 12 horas, del 31 de agosto al 1 de septiembre, se profundizó a 2,58 mbar (hPa) por hora, dentro del rango de "profundización explosiva", debido a condiciones favorables, como una ligera cizalladura del viento y aguas cálidas.
El 2 de septiembre, Hernán comenzó a debilitarse tras un ligero calentamiento de la cima de sus nubes. Poco después, comenzó un ciclo de reemplazo de la pared del ojo, lo que provocó que la tormenta se degradara a categoría 3, justo antes de virar ligeramente al oeste más tarde ese mismo día. La tormenta experimentó otro ciclo de reemplazo de la pared del ojo a medida que los vientos disminuyeron aún más. A medida que la tormenta entró en aguas más frías, se debilitó rápidamente hasta alcanzar la intensidad de un huracán mayor. Poco después, Hernán se degradó a huracán de categoría 1 y su ojo quedó cubierto de nubes. El 5 de septiembre, Hernan fue degradado a tormenta tropical debido a que la tormenta se deterioró rápidamente a pesar de desarrollar una nueva banda de convección. Más tarde ese mismo día, el sistema se degradó a depresión tropical al comenzar a perder sus características tropicales. Se desarrolló una fuerte cizalladura del viento, que debilitó aún más la depresión. El 6 de septiembre, el sistema degeneró en un sistema remanente de baja presión, que generó una columna remanente de humedad que serpenteó frente a la costa de California, produciendo lluvias ligeras.

### Intensidad
Cuando Hernán pasó de tormenta tropical a categoría 5, se intensificó a una tasa de 1,73 mbar (hPa) por hora, justo por debajo del umbral de "intensificación rápida". Sin embargo, durante un período de 12 horas del 31 de agosto al 1 de septiembre, se profundizó a 2,58 mbar (hPa) por hora, dentro del rango de "profundización explosiva" debido a las condiciones favorables que incluyen cizalladura del viento leve y agua cálida.

## Impactos
Hernán pasó lo suficientemente cerca de la isla Socorro como para traer fuertes vientos a la isla, pero causó daños mínimos. Además, el gran y poderoso campo de vientos del huracán provocó olas de entre 12 pies (3,7 m) y 20 pies (6,1 m) de altura y fuertes corrientes de resaca en la costa suroeste de California. El fuerte oleaje causó un impacto leve; en aguas abiertas cerca del centro de Hernán, se estimó extraoficialmente que las olas generadas por la tormenta superaron los 21 metros (70 pies). Sin embargo, las boyas oficiales reportaron oleajes de 17 metros (57 pies). A lo largo de la costa de México, las olas alcanzaron de 4,6 a 6,1 metros (15 a 20 pies), lo que causó una ligera erosión de las playas. Fuera de las regiones mencionadas, Hernán no tuvo un impacto significativo en tierra.